# Завуалируй это
Завуалируй это — французская романтическая кинокомедия 2017 года, полнометражный режиссерский дебют Со Абаде. Во французский кинопрокат лента вышла 28 июня 2017 года.

## Сюжет
Парижане Арман и Лейла страстно влюблены друг в друга и планируют переехать из Парижа в Нью-Йорк и поступить в Институт политических исследований ООН. Однако их планы рушит строгий старший брат Лейлы Махмуд, который после длительного пребывания в Йемене радикально изменил свои взгляды на религию. Чтобы положить конец «греховном» образа жизни Лейлы, Махмуд не дает ей видеться с парнем. Но Арман не собирается сдаваться. Чтобы встречаться с любимым, не привлекая внимания ее брата, он приходит к ним в дом под видом смиренной Шахерезады, с ног до головы завернутой в хиджаб. Загадочная скромница не может не понравиться Махмуду…